# Soutien, solidarité et actions en faveur des émigrants
Le SSAÉ (Soutien, solidarité et actions en faveur des émigrants, anciennement Service social d'aide aux émigrants) est une association française reconnue d'utilité publique. Elle se donne pour mission d'aider les migrants et leur famille en France, et de promouvoir leurs droits. Elle met fin à ses activités en 2010.

## Historique
Le SSAÉ (initialement Service social d'aide aux émigrants) est une association française privée créée dans les années 1920. Initialement, elle vient en aide aux familles désirant émigrer en Amérique, bloquées dans les ports à la suite des changements de la politique d'accueil des États-Unis et attendant un laissez-passer. Dans les années 1930, elle vient en assistance à la main-d'œuvre étrangère ainsi qu'au regroupement familial. Durant la Seconde Guerre mondiale, elle apporte de l'aide aux personnes placées dans les camps d'internement, notamment les familles juives, et assure la gestion de fonds d'aide pour les réfugiés. Elle participe à des sauvetages d'enfants et, au-delà des actions légales, certains de ses membres assistent des familles vivant en clandestinité. Le SSAÉ est alors dirigé par Lucie Chevalley.
Puis, après la guerre, à la suite du redémarrage économique et au recours à l'immigration, elle revient dans une mission d'assistance aux familles étrangères immigrées en France. Dans les années 2000, les pouvoirs publics la transforment en partie en une agence d'informations, l'Agence nationale de l'accueil des étrangers et des migrants (établissement public),. Mais ses salariés craignent de ne plus apporter la même aide nécessaire aux immigrants dans ce nouveau cadre et une association privée subsiste qui utilise l'entité juridique SSAE et redéfinit le projet de l'association. Le SSAE est alors présidé par Frédéric Tiberghien,,. Depuis 2008, cette association se définit comme une plateforme de ressources au service des associations, des syndicats et des collectivités territoriales, qui vise à les éclairer dans leurs actions concernant les migrants. 
À la suite de difficultés financières importantes, le SSAE décide de mettre fin à ses activités lors d'une Assemblée générale extraordinaire en janvier 2010 ,.

### Archives
- Les archives de l'association sont déposées aux Archives nationales sous la cote 44 AS[9].